# The Hitcher (película de 2007)
The Hitcher (Carretera al infierno en España, Asesino de la carretera en Hispanoamérica) es una adaptación de la película homónima del año 1986. El filme fue dirigido por Dave Meyers y producido por la compañía Platinum Dunes, propiedad del director Michael Bay.
The Hitcher fue estrenada en Estados Unidos el 19 de febrero de 2007 y el 1 de junio del mismo año en el Reino Unido. En algunos países, el filme fue clasificado R (para personas mayores de 16 años) debido a su explícita violencia, terror y lenguaje.

## Sinopsis
Esta película de terror trata sobre una pareja que va de viaje y por la carretera se encuentran a un hombre con el coche aparentemente averiado, pero pasan de largo. Más adelante, en una gasolinera, se lo encuentran y el chico se disculpa por pasar de largo, y deciden llevarle a su destino. El hombre resulta ser un asesino despiadado que no dejará de perseguir a la pareja durante todo el film.

## Elenco
| Actor              | Personaje                          |
| ------------------ | ---------------------------------- |
| Sean Bean          | John Ryder                         |
| Sophia Bush        | Grace Andrews                      |
| Zachary Knighton   | Jim Halsey                         |
| Neal McDonough     | Teniente Esteridge                 |
| Kyle Davis         | dependiente de la tienda en Buford |
| Skip O'Brien       | Harlan Bremmer, Sr.                |
| Travis Schuldt     | Harlan Bremmer, Jr.                |
| Danny Bolero       | Agente Edwards                     |
| Lauren Cohn        | Marlene                            |
| Yara Martínez      | Beth                               |
| Jeffrey Hutchinson | Padre joven                        |

## Producción
Platinum Dunes anunció el 18 de abril de 2005 que una nueva versión de The Hitcher, protagonizada originalmente por Rutger Hauer, Jennifer Jason Leigh y C. Thomas Howell, sería lanzada en pantalla. El productor Michael Bay declaró que la película del 86 le encantó como a un niño y que sería interesante otorgarle nuevos giros para convertirla en un material ampliamente atractivo. Por ello, pensando considerablemente en un público adolescente, Bay sugirió que el personaje principal fuese femenino y que nuevas escenas de terror se incorporaran en la cinta. Finalmente, para el 20 de junio de 2005 se conoció que el director Dave Mayers dirigiría el proyecto que se estrenaría al público hasta el año 2007.

## Premios y nominaciones
A continuación se referencian los premios y nominaciones de la películaː
| Premio             | Categoría                          | Nominados                                                                             | Resultado |
| ------------------ | ---------------------------------- | ------------------------------------------------------------------------------------- | --------- |
| Teen Choice Awards | Mejor actriz en película de terror | Sophia Bush                                                                           | Ganadora  |
| Teen Choice Awards | Mejor actriz revelación            | Sophia Bush                                                                           | Ganadora  |
| Premios Taurus     | Mejor trabajo con un vehículo      | Kurt Bryant, Denney Pierce, Russell Solberg, Corey Michael Eubanks y Jennifer Badger. | Nominados |

- Puntuación: